# Christian Friedrich Falckenberg
Christian Friedrich Falckenberg (* um 1675 in Kopenhagen, Königreich Dänemark; † 8. Juli 1745 in Danzig, Polnisch-Preußen)  war ein dänischer Maler in Danzig.

## Leben und Wirken
Christian Friedrich Falckenberg kam aus Kopenhagen nach Danzig. Dort war er zeitweise Ältermann (Vorsitzender) der Malergilde.
1709 schuf er Deckenmalereien in der Hospitalkirche zum Heiligen Leichnam. 
1724 schrieb Falckenberg das Große Meister-Buch, in dem er Informationen über Maler und Kunstwerke seiner Zeit zusammentrug. Dieses wertvolle Zeugnis der Kunstgeschichte Danzigs befindet sich im dortigen Archiv. Es wurde bisher nicht publiziert.